# Ахмедов, Карим Юсупович
Карим Юсупович Ахмедов — советский хозяйственный, государственный и политический деятель.

## Биография
Родился в 1917 году в Худжанде. Член КПСС с 1942 года.
С 1936 года — на хозяйственной, общественной и политической работе. В 1936—1982 гг. — студент, ординатор Ташкентского медицинского института, участник Великой Отечественной войны, старший врач 267-го и 219-го кавполков 104-й Таджикской кавалерийской дивизии, 56-го гвардейского кавалерийского полка 14-й гвардейской кавалерийской дивизии, ассистент Таджикского государственного медицинского института, министр здравоохранения Таджикской ССР, доцент, заведующий кафедрой нормальной физиологии ТГМИ.
Избирался депутатом Верховного Совета Таджикской ССР 4-го созыва.
Умер 28 июля 2008 года.